# Cecilia & Bryn: Duets
Cecilia & Bryn: Duets är ett musikalbum från 1999 med Cecilia Bartoli och Bryn Terfel.

## Låtlista
Ur Figaros bröllop av Wolfgang Amadeus Mozart
1. Cinque...dieci...venti...trenta – 2'40
2. Cosa stai misurando, caro il mio Figaretto? – 0'44
3. Se a caso madama la notte ti chiama – 2'23
4. Or bene, ascolta, e taci – 2'35
5. Se vuol ballare signor Contino – 2'21
6. Un moto di gioia – 3'20
7. Signor... la vostra sposa ha i soliti vapori – 0’59
8. Crude! perche finora farmi languir cosi? – 2'42

Ur Così fan tutte av Wolfgang Amadeus Mozart
1. Passeggiamo anche noi – 2'15
2. Il core vi dono, bell'idol mio – 4'24

Ur Don Giovanni av Wolfgang Amadeus Mozart
1. Alfin siam liberati, Zerlinetta gentil, da quel scioccone – 2'04
2. Là ci darem la mano, là mi dirai di si – 3'16

Ur Trollflöjten av Wolfgang Amadeus Mozart
1. Pa-Pa-Pa-Pa-Pa-Pa-Papagena – 2'26

Ur Barberaren i Sevilla av Gioacchino Rossini
1. Ebben, signor Figaro? – 2'05
2. Dunque Io son... tu non m'inganni? – 4'45

Ur Italienskan i Alger av Gioacchino Rossini
1. Ai capricci della sorte io so far l'indifferente – 7'17

Ur Kärleksdrycken av Gaetano Donizetti

1. Come sen va contento! – 1'19
2. Quanto amore! Ed io spietata! – 6'34

## Medverkande
- Cecilia Bartoli – mezzosopran
- Bryn Terfel – basbaryton
- Myung-Whun Chung – dirigent
- Orchestra dell'Accademia Nazionale di Santa Cecilia

### Fotnoter
1. ↑  ”Decca”. Arkiverad från originalet den 26 januari 2013. https://web.archive.org/web/20130126081527/http://www.deccaclassics.com/cat/single?PRODUCT_NR=4589282. Läst 3 november 2011.